# Electronic Sound
Electronic Sound ist das zweite Soloalbum von George Harrison. Es erschien in Großbritannien am 9. Mai 1969 und am 26. Mai 1969 in den USA auf Zapple Records, einem Unterlabel des Beatles-Labels Apple Records.

## Entstehungsgeschichte
Im November 1968 befand sich George Harrison in Los Angeles, wo er als Produzent für Jackie Lomax bei Aufnahmen für dessen Debütalbum Is This What You Want? tätig war. Am 11. November 1968 war Bernie Krause – einer der ersten Anwender des noch relativ neu entwickelten Moog-Synthesizers – engagiert worden, um Klänge des Moog III fünf Stücken hinzuzufügen. Harrison war von den Möglichkeiten des Gerätes fasziniert und bat Krause um eine umfassende Demonstration des Synthesizers. Während Krause das Gerät in den „Sound Recorders Studios“ ausgiebig vorführte, lief ein Aufnahmeband mit. Diese Aufnahme bildete die Basis für den Titel No Time or Space. Bernie Krause sagte dazu: „Was ich nicht wusste, weil es spät war und ich müde war und nicht aufpasste, war, dass er den Ingenieur gebeten hatte, die Sitzung, die ich demonstrierte, aufzuzeichnen. Ich dachte mir damals nichts dabei.... Ich hatte keine Kontrolle darüber. Ich wusste nicht, dass es aufgenommen wurde, ich wollte es nicht herausbringen, und ich fühlte mich sehr schlecht, dass er das tun musste.“
In der Folge bestellte George Harrison einen Moog IIIp und ließ diesen in sein Haus nach Esher (England) liefern. Bernie Krause besuchte Harrison, um ihm bei der Einrichtung des Synthesizers behilflich zu sein. Im Februar 1969 entstand die zweite Seite des Albums, die Harrison nach einer Zeitungskolumne des „Liverpool Echo“ benannte. Anfang August 1969 wurde der Moog in den Abbey Road Studios für die Beatles eingerichtet, er wurde für vier Lieder des Abbey Road Albums verwendet.
Bei Erstpressung der US-Ausgabe wurde die Reihenfolge der Aufnahmen auf der Schallplatte irrtümlicherweise vertauscht, sodass die Angaben der Titel auf den Labeln und dem Cover des Albums nicht stimmte. Andere Plattenpressungen waren von diesem Fehler jedoch nicht betroffen. Der Fehler wurde erst korrigiert und die ursprüngliche Reihenfolge verwendet, als die US-Version als CD herausgegeben wurde. Dieser Umstand sorgte für eine gewisse Verwirrung unter der Zuhörerschaft. Die Stücke lassen sich anhand der Spieldauer eindeutig identifizieren: Das 1968 aufgenommene No Time or Space hat eine Spieldauer von 25 Minuten und 10 Sekunden; das im Folgejahr in Esher entstandene Under the Mersey Wall dauert lediglich 18 Minuten 41 Sekunden.
Electronic Sound war eine der beiden Platten für Zapple Records, das kurzlebige experimentelle Label der Beatles. Die andere, zur gleichen Zeit veröffentlichte, war John Lennon und Yoko Onos Unfinished Music No. 2: Life with the Lions.

## Covergestaltung
Die einfachen Zeichnungen auf der Vorder- und Rückseite der Albumhülle stammten von George Harrison. Der ursprünglich auf dem Cover genannte Bernie Krause war so wenig von der Qualität der Musik angetan, dass er dort nicht erwähnt werden wollte und behauptete, dass die Aufnahme ohne sein Wissen oder seine Zustimmung gemacht und ohne gebührende Anerkennung herausgegeben wurde. Sein Name war ursprünglich auf dem Cover von Electronic Sound zu sehen, wurde aber auf Krauses Drängen hin übermalt. Das Album trug jedoch den Text „Assisted by Bernie Krause“. Die Zeichnung auf der Vorderseite zeigt eine Person mit grünem Gesicht und einem Synthesizer. Die Zeichnung auf der Rückseite zeigt das Büro von Derek Taylor, dem damaligen Pressesprecher der Beatles.

## Titelliste
Seite 1
- Under the Mersey Wall (George Harrison) – 18:41
(Recorded in Esher, England in February 1969 with the assistance of Rupert and Jostick, The Siamese Twins)

Seite 2
- No Time or Space (George Harrison) – 25:10
(Recorded in California in November 1968 with the assistance of Bernie Krause)

## Chartplatzierungen
| ChartsChartplatzierungen       | Höchstplatzierung | Wochen |
| ------------------------------ | ----------------- | ------ |
| Vereinigte Staaten (Billboard) | 191 (2 Wo.)       | 2      |

## Wiederveröffentlichungen
- Die Erstveröffentlichung im remasterten CD-Format erfolgte im Dezember 1996 in Europa ohne Bonustitel, ebenfalls erschien das Album als remasterte Vinyl-LP. Das Remastering erfolgte von Ron Furmarek in den Abbey Road Studios. Dem Album ist ein vierseitiges Einlegeblatt beigelegt.[5]
- Am 19. September 2014 wurde die CD, erneut remastert, ohne Bonustitel wiederveröffentlicht. Das Remastering erfolgte von Paul Hicks, Gavin Lurssen und Reuben Cohen in den Lurssen Mastering Studios. Das CD-Album hat ein aufklappbares Pappcover, dem ein 16-seitiges bebildertes Begleitheft beigelegt ist, das Informationen von Kevin Howlett zum Album beinhaltet. Die CD befindet sich in einem Innencover, das der Originalinnenhülle des Vinylalbums nachempfunden ist. Das Design stammt von Darren Evans.[6]
- Am 20. April 2024 zum Record Store Day erschien das Album als Picture Disc auf dem Dark Horse-Label.[7]